# Nicola Vicentino

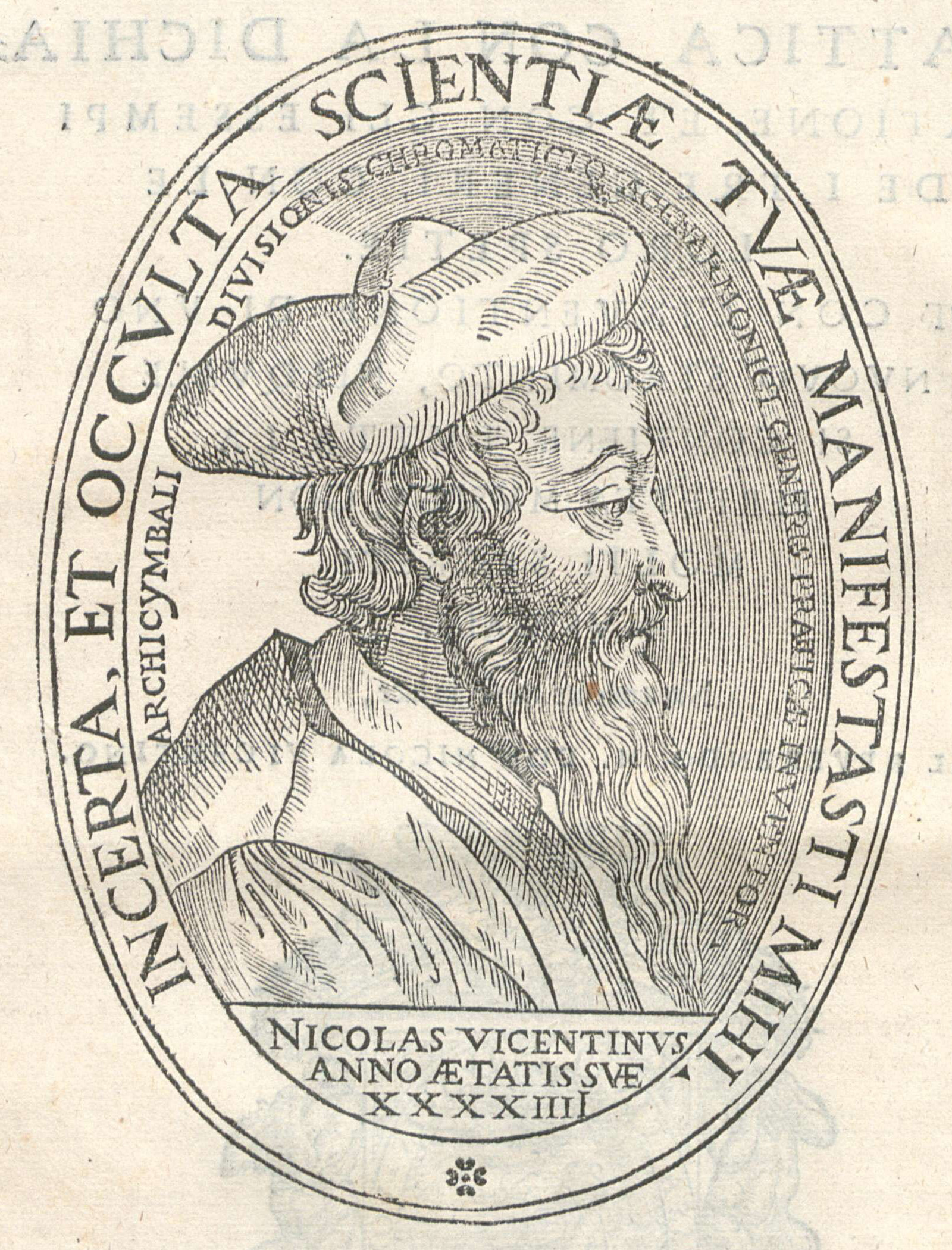
Nicola Vicentino

Nicola Vicentino (* 1511 in Vicenza; † um 1576 in Mailand) war ein italienischer Komponist und Musiktheoretiker.

## Leben
Vicentino studierte bei Adrian Willaert in Venedig und wirkte später in Ferrara, Rom und Vicenza als Kapellmeister. Er war ein Vertreter der musikalischen Renaissance und versuchte eine Wiederbelebung des chromatischen und enharmonischen Tongeschlechts der Antike. Er übertrug aber die Idee in einer freien, nicht historisch treuen Weise auf die mehrstimmige Musik und komponierte fünfstimmige Madrigale in einem chromatisch angereicherten Stil, den später sein Mitschüler bei Willaert Cyprian de Rore und Carlo Gesualdo aufgriffen. Die antike Enharmonik, die kleinere Intervalle als den Halbton benutzte, inspirierte ihn zur Konstruktion eines Archicembalo mit 31 Tönen pro Oktave, das die damalige mitteltönige Stimmung transponierfähig erweiterte.

## Hauptwerk
- Vicentino, Nicola: L' antica musica ridotta alle moderna prattica, Rom 1555